# Црква Светог Јована у Стеванцу
Црква Светог Јована у Стеванцу, у општини Ћићевац је саграђена у 15. веку и представља непокретно културно добро као споменик културе од великог значаја.

## Положај и изглед
Црква у Стеванцу посвећена Светом Јовану, саграђена је недалеко од споја две Мораве, на левој обали Јужне Мораве. Сада рушевина, основа цркве има облик слободног крста са сасвим кратким попречним краком, полукружном апсидом и припратом на западној страни. Највероватније је била полуобличасто засведена, без куполе. Зидана је тесаним жућкастосивим пешчаром, а сводови и полукалота израђени су од сиге. Спољна облога зидова изведена је алтернацијом три до четири реда опеке и једног реда тесаника спојених широким спојницама кречног малтера. Црква је била осликана, али данас су видљиви само трагови живописа.
У стручној литератури везује се за рашку традицију. Међутим, нема сачуваних историјских података који би је хронолошки прецизно одредили.